# IPhone 16
Les iPhone 16, 16 Plus, 16 Pro, 16 Pro Max et 16e sont des smartphones, modèles de la dix-huitième génération de l’iPhone, de la société Apple.
Les quatre premiers sont annoncés lors d'une keynote le 9 septembre 2024 et succèdent à la série des iPhones 15. L'iPhone 16e est annoncé le 19 février 2025 et succède à l’iPhone SE de 3ᵉ génération.

## Historique
Dix-huitième génération de ce smartphone, ces modèles sont annoncés lors d'une keynote le 9 septembre 2024 à Cupertino, avec le slogan « It's Glowtime » (traduit par « Lumière sur le futur » en français,). Les précommandes seront lancées le 13 septembre 2024 et l'iPhone 16 sera commercialisé le 20 septembre 2024 avec iOS 18.
L'iPhone 16e est annoncé le 19 février 2025 comme un modèle abordable,. Après l'annonce de l'iPhone 16e, la gamme d'iPhone 14 et l'iPhone SE ne sont plus vendus par Apple. Ces modèles étaient déjà retirés de la vente dans l'Union européenne dès décembre 2024.

## Nouveautés
L'iPhone 16 est le premier modèle doté de l'Intelligence artificielle d'Apple nommé Apple Intelligence, qui est disponible en France depuis 31 mars 2025 grâce à la sortie d'iOS 18.4.
Alors que les iPhone 16 et 16 Plus sont désormais équipés d'un bouton Action qui permet de fixer comme raccourci une fonction donnée, l'iPhone 16 est équipé d'un écran de 6,1 pouces, l'iPhone 16 Pro d'un écran de 6,3 pouces, l'iPhone 16 Plus d'un écran de 6,7 pouces et l'iPhone 16 Pro Max d'un écran de 6,9 pouces.
La puce A18 serait 30 % plus performante que l'ancienne génération.
La puce A18 Pro serait 15 % plus performante sur la partie CPU que l'ancienne A17 Pro et en consommant 20 % d'énergie en moins. Au niveau du GPU, le gain de performances est d’environ 20 % par rapport à l’ancienne génération.
Autre nouveauté, le Wi-Fi 7 est pris en charge par l’ensemble des iPhone 16 et 16 Pro.
Les bordures de l'iPhone 16 Pro sont plus fines que ceux des autres modèles, permettant d'avoir un écran plus grand. Ceci a cependant provoqué des dysfonctionnements dans certains exemplaires, avec l'écran tactile qui devient insensible au doigt et donc inutilisable si le bouton de la caméra a été touché par un doigt, ce qui serait dû à un bug informatique.
L'iPhone 16e a les mêmes dimensions et la même face avant que l'iPhone 14. Il comprend un SoC A18 (avec 4 cœurs GPU au lieu de 5, contrairement à l'iPhone 16 classique), un seul appareil photo de 48 MP, un tout nouveau modem cellulaire Apple C1 fabriqué sur mesure et prend en charge Apple Intelligence,.

## Coloris
L'entrée de gamme est disponible dans des coloris plus divers, comme le bleu, rose, noir, blanc ou encore le turquoise. La gamme « Pro » reste sur des couleurs plus sobres dont le « titane noir, titane blanc, titane naturel, titane sable ».
| Couleur | Nom       |
| ------- | --------- |
|         | Rose      |
|         | Outre-Mer |
|         | Blanc     |
|         | Sarcelle  |
|         | Noir      |

| Couleur | Nom            |
| ------- | -------------- |
|         | Titane blanc   |
|         | Titane sable   |
|         | Titane naturel |
|         | Titane noir    |

## Impact environnemental

### Empreinte carbone
Apple publie chaque année des rapports d'analyse de cycle de vie, détaillant l'impact carbone de ses nouveaux smartphones.
| Modèle / Capacité | 128 Go | 256 Go | 512 Go | 1 To  |
| ----------------- | ------ | ------ | ------ | ----- |
| iPhone 16         | 56 kg  | 61 kg  | 74 kg  | N/A   |
| iPhone 16 Plus    | 60 kg  | 64 kg  | 77 kg  | N/A   |
| iPhone 16 Pro     | 66 kg  | 72 kg  | 84 kg  | 95 kg |
| iPhone 16 Pro Max | N/A    | 74 kg  | 86 kg  | 97 kg |
| iPhone 16e        | 48 kg  | 52 kg  | 62 kg  | N/A   |